# Distrito de Zarasai
El distrito de Zarasai (lituano: Zarasų rajono savivaldybė) es un municipio-distrito lituano perteneciente a la provincia de Utena.
En 2011 tiene 18 390 habitantes. Su capital es Zarasai.
Se ubica en la esquina nororiental del país y es fronterizo con Letonia y Bielorrusia.
El nombre Zarasai es de origen selonio y proviene de la palabra ezerasai, la cual significa lagos.

## Subdivisiones
Se divide en 10 seniūnijos (entre paréntesis la localidad principal):
- Seniūnija de Antalieptė (Antalieptė)
- Seniūnija de Antazavė (Antazavė)
- Seniūnija de Degučiai (Degučiai)
- Seniūnija de Dusetos (Dusetos)
- Seniūnija de Imbradas (Imbradas)
- Seniūnija de Salakas (Salakas)
- Seniūnija de Suviekas (Suviekas)
- Seniūnija de Turmantas (Turmantas)
- Seniūnija de Zarasai (Zarasai)
- Zarasai (seniūnija formada por la capital municipal)